# Abborrtjärnen (Överkalix socken, Norrbotten, 738012-177699)
Abborrtjärnen är en sjö i Överkalix kommun i Norrbotten och ingår i Vitåns huvudavrinningsområde.